# Chi Bưởi bung
Bưởi bung cũng là một trong các tên gọi của Glycosmis pentaphylla (Correa) cùng họ, được biết dưới các tên gọi khác như cây cơm rượu, bái bài, cứt sát v.v, là một cây dùng làm thuốc. Xem bài Cơm rượu.
Chi Bưởi bung (danh pháp khoa học: Acronychia) là một chi 44 loài thực vật, chủ yếu là cây bụi thuộc về họ Cửu lý hương (Rutaceae). Chúng phân bố rộng khắp ở Ấn Độ, Malesia, Úc và các đảo thuộc miền tây Thái Bình Dương.
Tại Australia có 19 loài, chúng nói chung được gọi là aspen (cây dương lá rung) mặc dù chúng không có quan hệ họ hàng gì với cây dương lá rung thuộc chi Populus trong họ Liễu (Salicaceae).
Tương tự như các thành viên khác trong họ Rutaceae, lá của chúng có mùi thơm khi bị nghiền nát.
Một nghiên cứu năm 2015 cho thấy chi Maclurodendron (hiện nay coi là chứa 6 loài hoa đơn tính, phân bố trong khu vực từ Sumatra, bán đảo Mã Lai, Borneo, Philippines tới Việt Nam, đảo Hải Nam và Quảng Đông (Trung Quốc)) lồng sâu trong chi Acronychia và chúng có quan hệ họ hàng gần với loài phổ biến rộng Acronychia pedunculata.

## Các loài
Danh sách loài và khu vực phân bố lấy theo Plants of the World Online.
- Acronychia aberrans T.G.Hartley: Queensland (bán đảo Cape York).
- Acronychia acidula F.Muell.: Đông bắc Queensland.
- Acronychia acronychioides (F.Muell.)T.G.Hartley: Queensland.
- Acronychia acuminata T.G.Hartley: Queensland (bán đảo Cape York).
- Acronychia arfakensis Gibbs: Tây New Guinea.
- Acronychia baeuerlenii T.G.Hartley: Từ Queensland tới đông bắc New South Wales.
- Acronychia brassii T.G.Hartley: New Guinea.
- Acronychia carrii T.G.Hartley: Papua New Guinea.
- Acronychia cartilaginea T.G.Hartley: Papua New Guinea.
- Acronychia chooreechillum (F.M.Bailey) C.T.White: Queensland (bán đảo Cape York).
- Acronychia crassipetala T.G.Hartley: Queensland.
- Acronychia cuspidata Lauterb.: Đông bắc New Guinea.
- Acronychia dimorphocalyx T.G.Hartley: New Guinea.
- Acronychia emarginata Lauterb.: New Guinea.
- Acronychia eungellensis T.G.Hartley & B.Hyland: Queensland.
- Acronychia foveata T.G.Hartley: New Guinea.
- Acronychia glauca T.G.Hartley: New Guinea.
- Acronychia goniocarpa Merr. & L.M.Perry: Tây New Guinea.
- Acronychia gurakorensis T.G.Hartley: Papua New Guinea.
- Acronychia imperforata F.Muell.: Queensland, New South Wales.
- Acronychia intermedia T.G.Hartley: Papua New Guinea (vịnh Milne).
- Acronychia kaindiensis T.G.Hartley: Papua New Guinea.
- Acronychia laevis J.R.Forst. & G.Forst.: Queensland, vùng tây nam Thái Bình Dương.
- Acronychia ledermannii Lauterb.: New Guinea.
- Acronychia littoralis T.G.Hartley & J.Williams: New South Wales.
- Acronychia macrocalyx T.G.Hartley: Papua New Guinea.
- Acronychia montana T.G.Hartley: New Guinea.
- Acronychia murina Ridl.: New Guinea.
- Acronychia normanbiensis T.G.Hartley: Papua New Guinea (vịnh Milne).
- Acronychia oblongifolia (A.Cunn. ex Hook.) Endl. ex Heynh.: Từ đông nam Queensland tới đông nam Victoria.
- Acronychia octandra (F.Muell.)T.G.Hartley: Australia.
- Acronychia papuana Gibbs: Tây New Guinea.
- Acronychia parviflora C.T.White: Đông bắc Queensland.
- Acronychia pauciflora C.T.White: Từ đông trung Queensland tới đông bắc New South Wales.
- Acronychia pedunculata (L.) Miq.: Nhiệt đới và cận nhiệt đới châu Á (từ Ấn Độ, Trung Quốc tới Papua New Guinea). Tên Việt: bưởi bung, giáng chân hương, cam dầu núi, bí bái, bai bái.
- Acronychia peninsularis T.G.Hartley: Queensland.
- Acronychia pubescens (F.M.Bailey) C.T.White: Từ đông nam Queensland tới tây bắc New South Wales.
- Acronychia pullei Lauterb.: New Guinea.
- Acronychia reticulata Lauterb.: New Guinea.
- Acronychia richards-beehleri Takeuchi: Papua New Guinea.
- Acronychia rubescens Lauterb.: Đông bắc Papua New Guinea.
- Acronychia rugosa T.G.Hartley: New Guinea.
- Acronychia schistacea T.G.Hartley: Papua New Guinea (vịnh Milne).
- Acronychia similaris T.G.Hartley: Tây New Guinea.
- Acronychia smithii T.G.Hartley: New Guinea.
- Acronychia suberosa C.T.White: Từ đông nam Queensland tới đông bắc New South Wales.
- Acronychia trifoliolata Zoll. & Moritzi: Đảo Christmas, Java, quần đảo Tiểu Sunda, Maluku, New Guinea, quần đảo Solomon, Sulawesi.
- Acronychia vestita F.Muell.: Đông bắc Queensland.
- Acronychia wabagensis T.G.Hartley: New Guinea (miền tây vùng Cao Nguyên).
- Acronychia wilcoxiana (F.Muell.)T.G.Hartley: Từ Queensland tới New South Wales.
- Acronychia wisseliana T.G.Hartley: New Guinea.